# 萬金油 (足球術語)
萬金油，港澳較多稱通天老倌，是指一名球員多才多藝，在足球比賽上能擔當不同的位置，甚至是全能型球員。在有些特別情況下，會擔當跟平時不同的位置。在廣義上，可擔當非本身甚至完全不同正職的位置，如一個司職後衛的球員擔任前鋒一職。在狹義上，指一個球員能擔當五個相近或不同位置（包括正職）。所以在口述時，通常以廣義為基準。

## 例子
- 史上最著名的足球員贝利，曾射入超過一千球。他可以勝任球場上任何一個位置，甚至守門員。
- 著名英格蘭前鋒戴恩·达布林（Dion Dublin）在職業生涯中聯賽入球數目累積超過一百球，但他有時亦可充當中堅上陣。
- 英格蘭的守門員（David James）就是其中一名例子，他除了能擔任守門員，亦能擔任前鋒和中場。
- 英格蘭的前鋒，在球場上能擔任多個位置，曼聯領隊費格遜曾把他充當防守中場。
- 愛爾蘭後衛約翰·奧沙是曼聯的「百搭球員」，曾擔任過後防任何位置及防守中場，也曾串演前鋒。2007年2月4日，曼聯作客熱刺，由於埃德文·范德萨於比賽末段受傷，且曼聯換人名額已滿，因此奧沙自薦當守門員，其間更多次救出熱刺的攻門，令曼聯於該場比賽保持不失球。
- 科特迪瓦球員高路托尼雖為阿仙奴正選中堅（現時是利物浦球員），但竟能擔任中後場的所有中路位置。
- 中國球員孫繼海，能踢左右後衛、左右中場或防守中場，亦曾客串中堅和前鋒。曾在一場比賽中打過四個位置。
- 中國球員范志毅，能出任前中後所有中路位置。
- 香港球員謝雷，可以出任前鋒、正中場、防守中場、中堅及左後衛等位置。
- 荷蘭球員菲利普·科库、辛頓、德克·库伊特。
- 荷蘭球員比連特，能勝任後防任何一位置。
- 西班牙名將路易斯·恩里克。
- 西班牙名將安德烈斯·伊涅斯塔，能擔任中場任何一個位置，也能客串影子前鋒或邊鋒。
- 西班牙球員费尔南多·耶罗，由出道時任前鋒、中場，到後期任後衛和清道夫。
- 英格蘭球員菲尔·内维尔、占美·加歷查、史提芬·謝拉特、欧文·哈格里夫斯、加雷斯·巴里、詹姆斯·米尔纳
- 墨西哥名宿，號稱「花蝴蝶」，可任前鋒的門將金保斯。
- 德國國腳舒尼達，可擔任右翼、進攻中場、中場中間或右閘。
- 前南斯拉夫國腳施尼沙·米赫洛域，最初是左翼，接著轉型成左閘，最後再改為中堅或清道夫。
- 乌迪内斯隊長安東尼奧·迪拿達利除了正前鋒外，亦能以翼鋒姿態上陣。
- 韓國球員李榮杓雖然為一個左後衛，但亦能任防守中場，甚至能出任左翼。
- 韓國球員孫興慜，可以擔任前路及中路所有位置。